# Plac Lasoty w Krakowie
Plac Lasoty – plac w Krakowie, w dzielnicy XIII Podgórze, w Podgórzu, u zbiegu ulic Parkowej, Antoniego Stawarza i alei Edwarda Dembowskiego.
Plac został w obecnym kształcie wytyczony na początku XX wieku na Wzgórzu Lasoty w związku z budową osiedla willowego na Krzemionkach. Po zakończeniu I wojny światowej otrzymał obecną nazwę. W latach 1952–1991 był to plac Kostki Napierskiego, a następnie przywrócono mu nazwę poprzednią.

## Zabudowa
Obecna zabudowa ulicy ma charakter mieszkalny – stanowią ją głównie wille i domy powstałe na początku wieku XX oraz w okresie międzywojennym.
- pl. Lasoty 2 – willa „Julia”. Projektował Władysław Ekielski, 1903[a].
- pl. Lasoty 3 – willa. Projektował Aleksander Sołtys, 1912–1913.
- pl. Lasoty 4 – dom, ok. 1935.
- pl. Lasoty 6 – willa. Projektował Ignacy Tislowitz, Józef Kryłowski, 1924–1926.
- pl. Lasoty 7 – dom, 1925.

Opracowano na podstawie źródła: Gminnej ewidencji zabytków – Kraków.